# Lophodermium baculiferum
Lophodermium baculiferum är en svampart som beskrevs av Mayr 1890. Lophodermium baculiferum ingår i släktet Lophodermium och familjen Rhytismataceae.   Inga underarter finns listade i Catalogue of Life.